# Lars Ivarsson (tiratore)
Lars Ivar Emmanuel Ivarsson (Vretstorp, 22 maggio 1939) è un tiratore a segno svedese.
Ha vinto tre medaglie di bronzo ai campionati mondiali di tiro, tutte nelle specialità del bersaglio mobile a squadre: ai campionati mondiali di tiro 1974 e ai campionati mondiali di tiro al bersaglio mobile 1979 nella specialità del bersaglio mobile misto 50 m a squadre, mentre ai campionati mondiali di tiro al bersaglio mobile 1981 nel bersaglio mobile 50 m a squadre. A livello individuale, il miglior risultato ai mondiali fu un sesto posto nel 1974, nel bersaglio mobile 50 m.
Ha anche partecipato ai giochi olimpici di Mosca 1980, chiudendo la gara individuale del bersaglio mobile 50 m al tredicesimo posto.